# Jōzai-ji (Gifu)
Jōzai-ji (常在寺) est un  temple bouddhiste de la secte Nichiren situé dans la ville de Gifu, préfecture de Gifu au Japon. Son nom officiel est Shūrinzan Jōzai-ji (鷲林山常在寺). À partir de Saitō Dōsan, Jōzai-ji sert de temple familial à la famille Saitō pendant trois générations, dont son fils, Saitō Yoshitatsu, et son petit-fils, Saitō Tokugen. Le temple est classé bien culturel important, car il abrite des images de Dōsan et Yoshitatsu.

## Histoire
En 1450, Saitō Myōchin sert comme shugodai (gardien) du nord de la province de Mino pour le compte du clan Toki. (Myōchin est le fils de Saitō Sōen, ancien gardien de la province de Mino). Usant de son pouvoir dans la région, il y construit ce temple.
Par la suite, alors que le Japon est entré dans la période Sengoku, Nagai Shinzaemon utilise la zone autour de son temple comme base pour unir la région. Son fils Dōsan continue les opérations de son père à partir de cette base à la génération suivante et désigne Jōzai-ji comme temple familial.

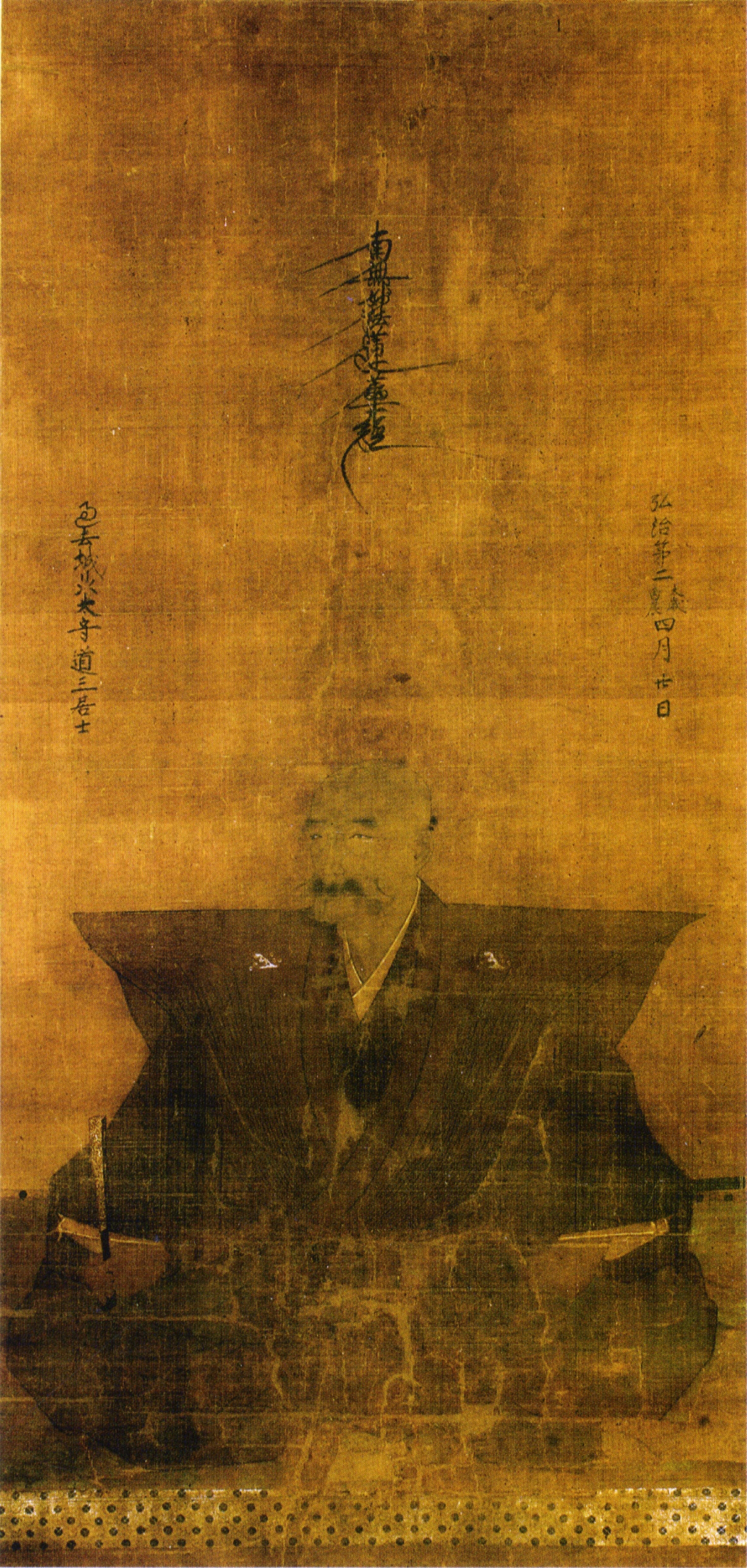
Saitō Dōsan
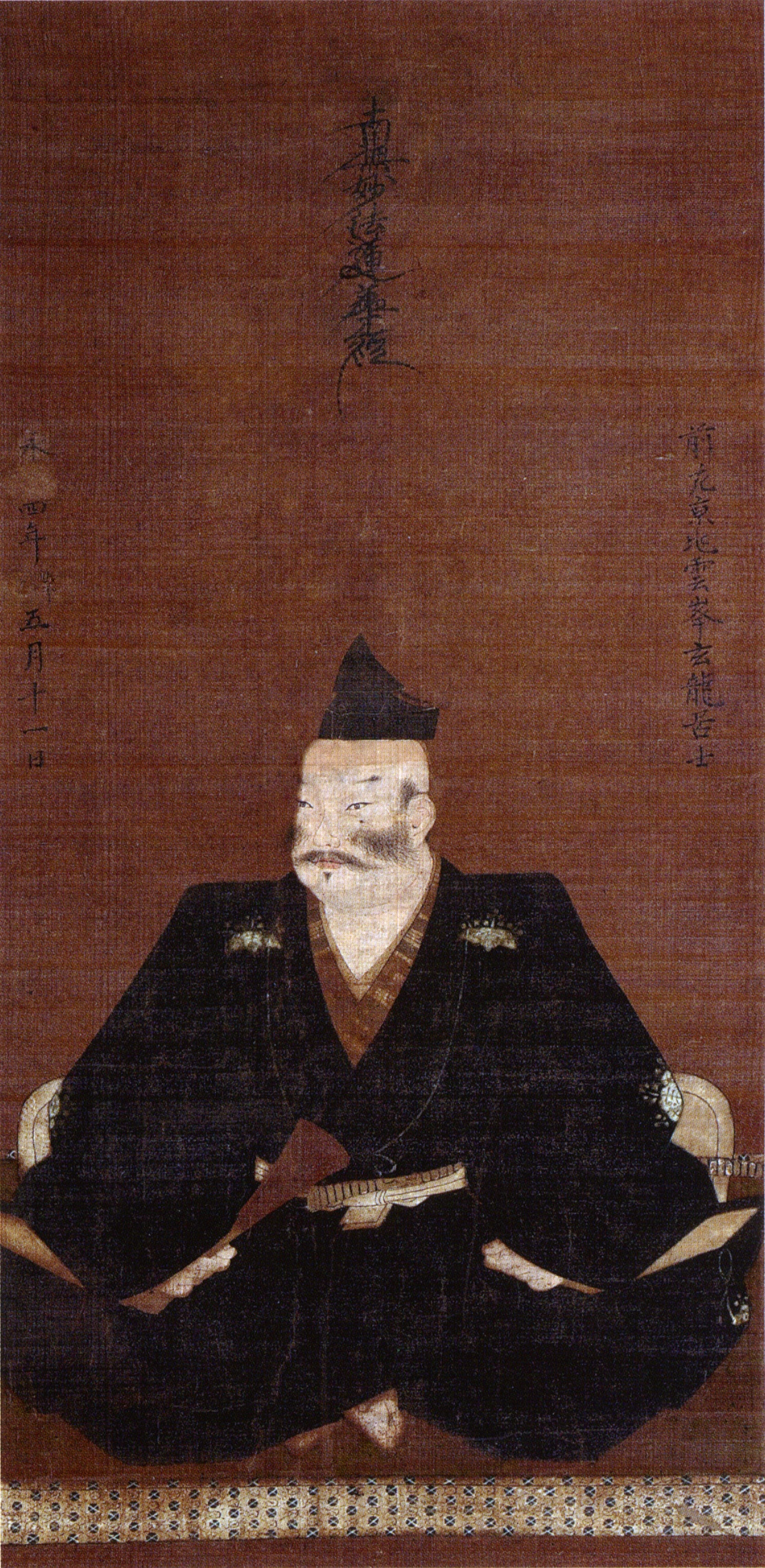
Saitō Yoshitatsu

## Source de la traduction
- (en) Cet article est partiellement ou en totalité issu de l’article de Wikipédia en anglais intitulé « Jōzai-ji (Gifu) » (voir la liste des auteurs).